# Alacepril
Alacepril (INN) là một chất ức chế men chuyển.